# Blood & Treasure – Kleopatras Fluch
Blood & Treasure – Kleopatras Fluch (Originaltitel: Blood & Treasure) ist eine US-amerikanische Fernsehserie. Die Erstausstrahlung in den Vereinigten Staaten fand am 21. Mai 2019 auf CBS statt. Die deutschsprachige Erstausstrahlung ist seit dem 1. Januar 2020 auf dem Pay-TV-Sender Universal TV zu sehen.
Im Juni 2019 wurde die Serie von CBS um eine zweite Staffel verlängert, die von Juli bis Oktober 2022 auf  Paramount+ veröffentlicht wurde. Im Februar 2023 wurde die Einstellung der Serie nach zwei Staffeln bekannt.

## Handlung
Der ehemalige FBI-Kunstspezialist Danny McNamara wird von seinem Freund Jay Reece gebeten, die Archäologin Dr. Ana Castillo aus den Händen des Terroristen Karim Farouk zu befreien. Castillo hat den sagenumwobenen Sarg von Kleopatra gefunden. An diesem ist auch Farouk interessiert, da mit dessen Inhalt eine Biowaffe hergestellt werden kann. Danny tut sich dabei mit der Kunstdiebin Lexi Vaziri zusammen. Beide verbindet eine gemeinsame Vergangenheit, da Lexis Vater von Farouk während einer Mission von Danny getötet wurde. Danny hatte Lexi dazu gebracht, zusammen mit ihrem Vater eine Falle für Farouk zu stellen. Dieser entkam und Lexis Vater bezahlte dies mit seinem Leben.
Die Suche nach dem Sarkophag und Farouk führt Danny und Lexi quer über die Kontinente. Dabei werden sie von der Interpol-Agentin Gwen Karlsson und Captain Bruno Fabi von der italienischen Carabinieri gejagt. Bei ihren Recherchen stoßen Danny und Lexi auf die Bruderschaft von Serapis, die ebenfalls an Kleopatras Sarkophag interessiert sind. Fabi stellt sich als Mitglied heraus und eröffnet Lexi, dass ihre Mutter ebenfalls der Bruderschaft angehört hat. Außerdem wäre sie eine Nachfahrin von Kleopatra. Die drei schließen sich zusammen und wollen Farouk aufhalten. Dabei wird Fabi erschossen. Karlsson beginnt mit der Zeit, ebenfalls an die Unschuld von Danny und Lexi zu glauben und schließt sich ihnen an. Nach Fabis Tod beginnt Karlsson zu ermitteln und findet heraus, dass Fabi kurz vor seinem Tod an geheime Informationen von Farouk gelangt ist. Bevor sie diese entschlüsseln kann, wird sie niedergeschlagen und die Dokumente gestohlen.
Während ihrer Ermittlungen treffen Danny und Lexi auf Simon Hardwick, einen Antiquitätenhändler, der von Danny gerettet wurde, nachdem er von Farouk entführt worden war. Dieser ist nun an der Bruderschaft von Serapis interessiert und forscht ebenfalls nach. Mit seiner Hilfe können sie Farouk eine Falle stellen. Dabei wird dieser von Hardwick getötet. Danny und Lexi können schließlich im Bermudadreieck den Sarkophag von Kleopatra finden. Dieser wird jedoch von Farouk gestohlen, die weiterhin Farouks Plan durchführen.
Danny, Lexi und Gwen kommen dahinter, dass nicht Lexis Vater getötet hat, sondern in Wirklichkeit Reece. Danny will dies zunächst nicht glauben, da Reece wie ein Vater für ihn war. Als er jedoch Beweise findet, dass Reece damals seinen Vater ins Gefängnis gebracht hat, ist er ebenfalls von seiner Schuld überzeugt.  Castillo, die von Danny und Lexi mittlerweile gerettet wurde, findet Beweise, dass Farouk Reeces unehelicher Sohn ist. Als Castillo unklug ihren alten Freund konfrontiert, tötet Reece sie mit vergiftetem Wein und verbrennt die Beweise. Außerdem stellt sich heraus, dass in Wirklichkeit Hardwick Karim Farouk und somit Reece Sohn ist. Er hat den falschen Farouk getötet, damit dieser die Wahrheit nicht mehr offenbaren kann. Er will sich mit dem Biowaffenattentat bei seinem Vater rächen. Das Team um Danny und Lexi können Hardwick sowie Reece aufhalten und verhaften.

## Besetzung und Synchronisation
Die deutschsprachige Synchronfassung entsteht im Auftrag von ProSiebenSat.1 Media durch die Synchronfirma Interopa Film in Berlin. Die Dialogbücher schreiben Sebastian Römer und Gabi Voussem. Die Dialogregie führt Christian Gaul.

### Hauptbesetzung
| Rollenname                         | Schauspieler       | Hauptrolle (Episoden) | Nebenrolle (Episoden) | Synchronsprecher   |
| ---------------------------------- | ------------------ | --------------------- | --------------------- | ------------------ |
| Danny McNamara                     | Matt Barr          | 1.01–                 |                       | Simon Derksen      |
| Lexi Vaziri                        | Sofia Pernas       | 1.01–                 |                       | Esra Vural         |
| Simon Hardwick                     | James Callis       | 1.01–                 |                       | Nicolas Böll       |
| Gwen Karlsson                      | Katia Winter       | 1.01–                 |                       | Manja Doering      |
| Aiden Shaw (geb. Dwayne Coleman)   | Michael James Shaw | 1.01–                 |                       | Bernd Egger        |
| Karim Farouk (geb. Rasheed Hegazi) | Oded Fehr          | 1.01–1.10             | 1.13                  | Oliver Siebeck     |
| Dr. Ana Castillo                   | Alicia Coppola     | 1.01–1.12             |                       | Christin Marquitan |
| Father Chuck Donnelly              | Mark Gagliardi     | 1.01–                 |                       | Roland Wolf        |
| Violet                             | Michelle Lee       | 2.01–                 |                       |                    |

### Nebenbesetzung
| Rollenname         | Schauspieler     | Nebenrolle (Episoden)        | Synchronsprecher   |
| ------------------ | ---------------- | ---------------------------- | ------------------ |
| Jay Reece          | John Larroquette | 1.01, 1.02, 1.05, 1.11–1.13  | Hans Bayer         |
| Captain Bruno Fabi | Antonio Cupo     | 1.01–1.09                    | Nico Mamone        |
| Omar               | Tony Nash        | 1.01–1.06, 1.08              | Karim El Kammouchi |
| Carlo Velardi      | Richard Zeppieri | 1.01, 1.06, 1.07             | Gianluca Vallero   |
| Alessandro         | Julian Richings  | 1.02, 1.05, 1.10, 1.12       | Harald Effenberg   |
| Taj bin Yusef      | Ali Hassan       | 1.05, 1.08, 1.10, 1.11, 1.13 | Felix Spieß        |
| Lieutenant Heinz   | Karl Graboshas   | 1.05–1.07, 1.09              | Dirk Talaga        |
| Roarke             | Anna Silk        | 1.08, 1.11, 1.13             | Cornelia Waibel    |

## Ausstrahlung
Vereinigte Staaten
Die erste Staffel wurde zwischen dem 21. Mai und dem 6. August 2019 auf CBS. Die Premiere am 21. Mai 2019 wurde im Anschluss an das Staffelfinale der 16. Staffel von Navy CIS gezeigt. Dabei erreichte sie eine Zuschauerquote von 5,62 Millionen Zuschauern. Im Durchschnitt schalteten 3,645 Millionen ein.
Deutschland
Die deutschsprachige Erstausstrahlung fand vom 1. Januar 2020 bis 5. Februar 2020 auf dem Pay-TV-Sender Universal TV statt. Die Free-TV-Premier erfolgte knapp zwei Monate später auf Kabel eins.

## Episodenliste

### Staffel 1
| Nr. (ges.) | Nr. (St.) | Deutscher Titel                   | Originaltitel                     | Erstausstrahlung USA | Deutschsprachige Erstausstrahlung (D) | Regie            | Drehbuch                                              |
| ---------- | --------- | --------------------------------- | --------------------------------- | -------------------- | ------------------------------------- | ---------------- | ----------------------------------------------------- |
| 1a         | 1a        | Der Agent und die Meisterdiebin   | The Curse of Cleopatra: Part I    | 21. Mai 2019         | 1. Jan. 2020                          | Michael Dinner   | Matthew Federman & Stephen Scaia                      |
| 1b         | 1b        | Der Skorpion                      | The Curse of Cleopatra: Part II   | 21. Mai 2019         | 1. Jan. 2020                          | Alrick Riley     | Matthew Federman & Stephen Scaia                      |
| 2          | 2         | Der Kodex des Hawaladar           | Code of the Hawaladar             | 28. Mai 2019         | 8. Jan. 2020                          | Alrick Riley     | Taylor Elmore                                         |
| 3          | 3         | Das Geheimnis des Macho Grande    | The Secret of Macho Grande        | 4. Juni 2019         | 8. Jan. 2020                          | Tawnia McKiernan | Lara Olsen                                            |
| 4          | 4         | Die Bruderschaft von Serapis      | The Brotherhood of Serapis        | 11. Juni 2019        | 15. Jan. 2020                         | Tawnia McKiernan | Javier Grillo-Marxuach                                |
| 5          | 5         | Der Geisterzug von Sierra Perdida | The Ghost Train of Sierra Perdida | 18. Juni 2019        | 15. Jan. 2020                         | Craig Siebels    | Gaia Violo                                            |
| 6          | 6         | Flucht aus Casablanca             | Escape from Casablanca            | 25. Juni 2019        | 22. Jan. 2020                         | Craig Siebels    | Siavash Farahani & Dana Farahani                      |
| 7          | 7         | Die Dose des Schicksals           | The Lunchbox of Destiny           | 2. Juli 2019         | 22. Jan. 2020                         | Holly Dale       | Kevin Chesley & Bryan Shukoff                         |
| 8          | 8         | Projekt Athena                    | The Shadow of Projekt Athena      | 9. Juli 2019         | 29. Jan. 2020                         | Holly Dale       | Nazrin Choudhury                                      |
| 9          | 9         | Lohn der Vergeltung               | The Wages of Vengeance            | 16. Juli 2019        | 29. Jan. 2020                         | Guy Norman Bee   | Kevin Chesley, Bryan Shukoff & Javier Grillo-Marxuach |
| 10         | 10        | Die Rückkehr der Königin          | Return of the Queen               | 23. Juli 2019        | 5. Feb. 2020                          | Guy Norman Bee   | Dana Farahani & Siavash Farahani                      |
| 11         | 11        | Das Vermächtnis des Vaters        | Legacy of the Father              | 30. Juli 2019        | 5. Feb. 2020                          | Steve Boyum      | Matthew Federman & Stephen Scaia Idee: David Jurmain  |
| 12         | 12        | Farouks Rache                     | The Revenge of Farouk             | 6. Aug. 2019         | 5. Feb. 2020                          | Steve Boyum      | Matthew Federman & Stephen Scaia                      |

### Staffel 2
| Nr. (ges.) | Nr. (St.) | Deutscher Titel                | Originaltitel                     | Erstausstrahlung USA | Deutschsprachige Erstausstrahlung (D) | Regie                       | Drehbuch                         |
| ---------- | --------- | ------------------------------ | --------------------------------- | -------------------- | ------------------------------------- | --------------------------- | -------------------------------- |
| 13         | 1         | Die Seele des Dschingis Khan   | The Soul of Genghis Khan          | 17. Juli 2022        | 25. Feb. 2023                         | Stephen Scaia               | Matthew Federman & Stephen Scaia |
| 14         | 2         | Geschichten vom Goldenen Tiger | Tales Of The Golden Tiger         | 17. Juli 2022        | 25. Feb. 2023                         | Stephen Scaia & Steve Boyum | Jose Molina                      |
| 15         | 3         | Die Beute des Roten Reiches    | Spoils of the Red Empire          | 24. Juli 2022        | 26. Feb. 2023                         | Joel Novoa                  | Josh Schaer                      |
| 16         | 4         | In der verbotenen Zone         | Into the Forbidden Zone           | 31. Juli 2022        | 26. Feb. 2023                         | Joel Novoa                  | Kevin Chesley & Bryan Shukoff    |
| 17         | 5         | Das Tor des Drachen            | Enter the Dragon Gate             | 7. Aug. 2022         | 4. März 2023                          | Wayne Rose                  | Sandra Chwialkowska              |
| 18         | 6         | Das Rätsel um Doktor Orlow     | Mystery at Poison Island          | 14. Aug. 2022        | 4. März 2023                          | Wayne Rose                  | Juliana James                    |
| 19         | 7         | Die Ravens von Shangri-La      | The Ravens of Shangri-La          | 21. Aug. 2022        | 5. März 2023                          | Stephen Scaia               | Tiffany Lo & Ethel Lung          |
| 20         | 8         | Verloren im Goldenen Dreieck   | The Lost City of Sana             | 28. Aug. 2022        | 5. März 2023                          | Stephen Scaia               | John Lamm                        |
| 21         | 9         | Der Thron des Khan             | The Throne of the Khan            | 4. Sep. 2022         | 11. März 2023                         | Maja Vrvilo                 | Matt Okumura                     |
| 22         | 10        | Die Geheimnisse der Mongolen   | The Secret History of the Mongols | 11. Sep. 2022        | 11. März 2023                         | Maja Vrvilo                 | Sandra Chwialkowska              |
| 23         | 11        | Die verborgene Festung         | Raid on the Hidden Fortres        | 18. Sep. 2022        | 12. März 2023                         | April Mullen                | Jose Molina                      |
| 24         | 12        | Das Jahr der Ratte             | The Year of the Rat               | 25. Sep. 2022        | 12. März 2023                         | April Mullen                | Kevin Chesley & Bryan Shukoff    |
| 25         | 13        | Showdown in Hongkong           | Showdown in Hong Kong             | 2. Okt. 2022         | 12. März 2023                         | Steve Boyum                 | Matthew Federman                 |